# FIFA Balón de Oro 2010
Los premios FIFA Balón de Oro 2010, fueron la primera edición de esta entrega de premios organizados anualmente por la FIFA. Aparte del recién inaugurado galardón del FIFA Balón de Oro que distingue al «mejor futbolista del mundo» y del que toma el nombre la gala y los premios, se entregaron otras distinciones ya concedidas previamente por la FIFA: Mejor Jugadora, XI Mundial FIFA/FIFPro, Premio Puskás, Premio Presidencial y Premio Fair Play, además de dos categorías de nueva creación: mejor entrenador masculino y femenino.
Esta edición fue la primera en la historia del FIFA Balón de Oro, tras la fusión de las dos máximas distinciones mundiales hasta 2010, para un futbolista: el Ballon d'Or otorgado por la revista francesa France Football y el FIFA World Player que concedía la FIFA.

## Categoría masculina

### Mejor jugador
| Pos. | Jugador        | Club            | Total votos | Votos de entrenadores | Votos de capitanes | Votos de prensa |
| ---- | -------------- | --------------- | ----------- | --------------------- | ------------------ | --------------- |
| 1.º  | Lionel Messi   | F. C. Barcelona | 22,65%      | 9,72%                 | 8,55%              | 4,38%           |
| 2.º  | Andrés Iniesta | F. C. Barcelona | 17,36%      | 5,39%                 | 4,44%              | 7,53%           |
| 3.º  | Xavi Hernández | F. C. Barcelona | 16,48%      | 5,34%                 | 5,17%              | 5,96%           |

Preseleccionados
| Pos. | Jugador                | Club                   | Votos   |
| ---- | ---------------------- | ---------------------- | ------- |
| 4.º  | Wesley Sneijder        | F. C. Internazionale   | 14,48 % |
| 5.º  | Diego Forlán           | Atlético de Madrid     | 7,61 %  |
| 6.º  | Cristiano Ronaldo      | Real Madrid C.F        | 3,92 %  |
| 7.º  | Iker Casillas          | Real Madrid C. F.      | 2,90 %  |
| 8.º  | David Villa            | Valencia C. F.         | 2,25 %  |
| 9.º  | Didier Drogba          | Chelsea F. C.          | 1,68 %  |
| 10.º | Xabi Alonso            | Real Madrid C. F.      | 1,52 %  |
| 11.º | Carles Puyol           | F. C. Barcelona        | 1,43 %  |
| 12.º | Samuel Eto'o           | F. C. Internazionale   | 1,37 %  |
| 13.º | Mesut Özil             | Real Madrid C. F.      | 1,21 %  |
| 14.º | Arjen Robben           | F. C. Bayern de Múnich | 1,16 %  |
| 15.º | Thomas Müller          | F. C. Bayern de Múnich | 0,91 %  |
| 16.º | Bastian Schweinsteiger | F. C. Bayern de Múnich | 0,75 %  |
| 17.º | Maicon                 | F. C. Internazionale   | 0,57 %  |
| 18.º | Asamoah Gyan           | Sunderland A. F. C.    | 0,46 %  |
| 19.º | Júlio César            | F. C. Internazionale   | 0,22 %  |
| =    | Cesc Fàbregas          | Arsenal F. C.          | 0,22 %  |
| 21.º | Miroslav Klose         | F. C. Bayern de Múnich | 0,19 %  |
| 22.º | Philipp Lahm           | F. C. Bayern de Múnich | 0,05 %  |
| =    | Dani Alves             | F. C. Barcelona        | 0,05 %  |

## Categoría femenina

### Mejor jugadora

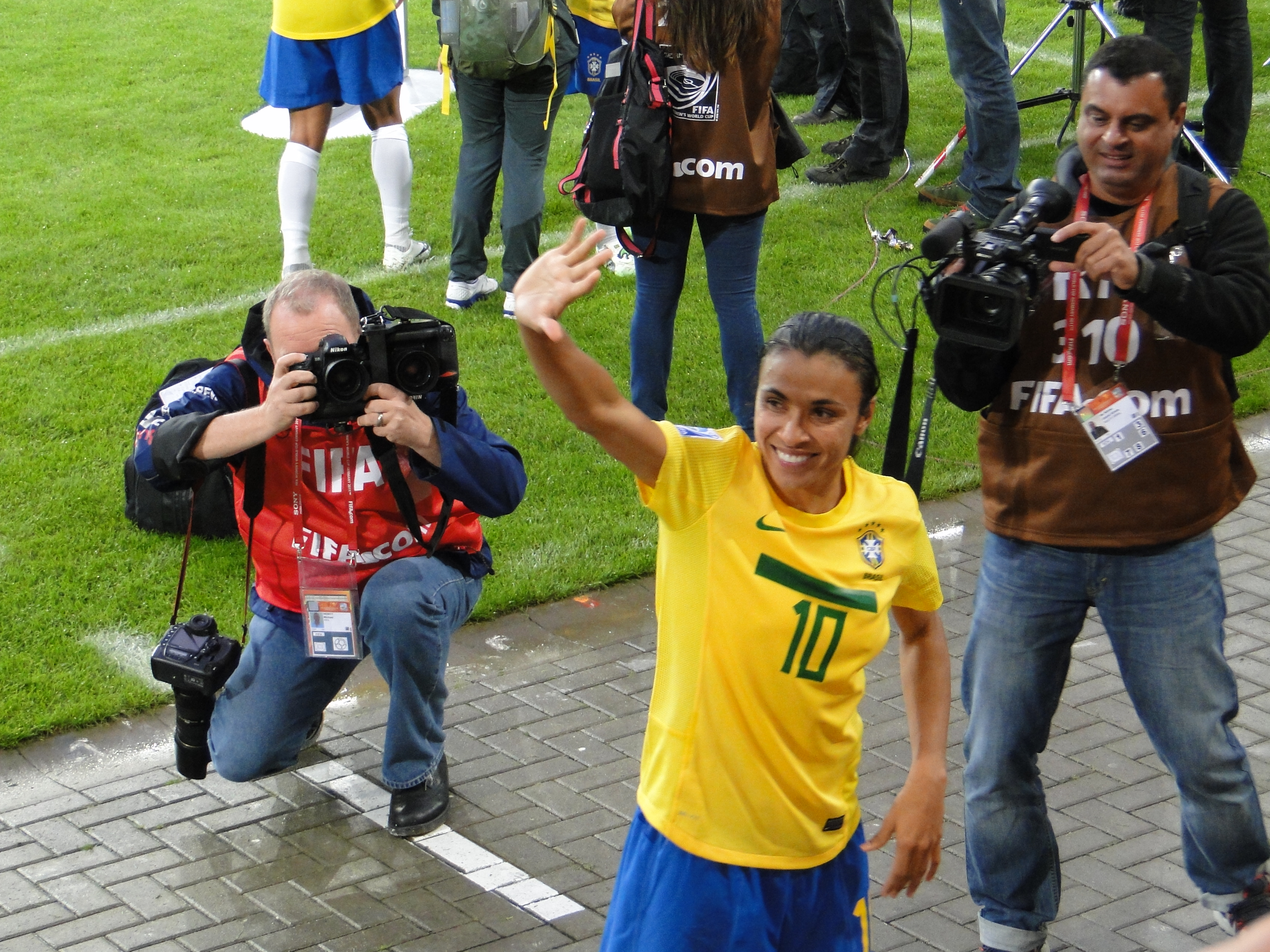
Marta obtuvo el 38,2% de los votos.

| Pos. | Jugador        | Club                     |
| ---- | -------------- | ------------------------ |
| 1º   | Marta          | F. C. Gold Pride         |
| 2º   | Birgit Prinz   | F. F. C. Frankfurt       |
| 3º   | Fatmire Alushi | F. F. C. Turbine Potsdam |

### Mejor entrenador/a
| Pos. | Técnico       | Selección       |
| ---- | ------------- | --------------- |
| 1º   | Silvia Neid   | Alemania        |
| 2º   | Maren Meinert | Alemania Sub-20 |
| 3º   | Pia Sundhage  | Estados Unidos  |

## FIFA/FIFPro World XI

### Once Mundial de la FIFA
| Posición | Jugador           | Nacionalidad | Club                 |
| -------- | ----------------- | ------------ | -------------------- |
| POR      | Iker Casillas     | España       | Real Madrid C. F.    |
| DEF      | Maicon            | Brasil       | F. C. Internazionale |
| DEF      | Lúcio             | Brasil       | F. C. Internazioanle |
| DEF      | Gerard Piqué      | España       | F. C. Barcelona      |
| DEF      | Carles Puyol      | España       | F. C. Barcelona      |
| MED      | Wesley Sneijder   | Países Bajos | F. C. Internazionale |
| MED      | Andrés Iniesta    | España       | F. C. Barcelona      |
| MED      | Xavi Hernández    | España       | F. C. Barcelona      |
| DEL      | Cristiano Ronaldo | Portugal     | Real Madrid C. F.    |
| DEL      | Lionel Messi      | Argentina    | F. C. Barcelona      |
| DEL      | David Villa       | España       | Valencia C. F.       |

## Premio Puskás

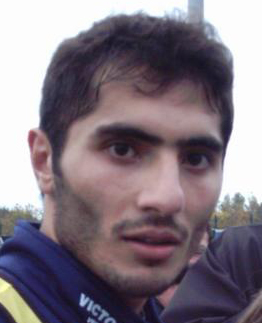
Hamit Altintop

### Mejor gol del año
| Pos. | Jugador                  | Club                |
| ---- | ------------------------ | ------------------- |
| 1.º  | Hamit Altintop           | Bayern Múnich       |
| 2.º  | Linus Hallenius          | Hammarby IF         |
| 3.º  | Giovanni van Bronckhorst | Feyenoord Rotterdam |

Sobre diez posibles, fue elegido mediante una votación en línea en la página oficial de la FIFA como mejor gol marcado en el año 2010 el tanto que convirtió el turco Hamit Altintop frente a Kazajistán en un partido de la fase de clasificación para la Eurocopa 2012. Para sorpresa del jugador, el portero víctima del tanto, Andrei Sidelnikov, fue quien le entregó dicho galardón.

## Premio Presidencial

### Premio honorífico
| Persona o institución |
| --------------------- |
| Desmond Tutu          |

## Premio Fair Play

### Conducta deportiva
| Equipo                             |
| ---------------------------------- |
| Selección femenina sub-17 de Haití |